# Tertuliano Teixeira de Freitas
Tertuliano Teixeira de Freitas (Salvador, 6 de setembro de 1835 — Curitiba, 24 de julho de 1910) foi um político brasileiro. 
Irmão caçula do jurista Augusto Teixeira de Freitas.
Foi governador do Paraná, de 3 de abril a abril (ou maio) de 1894.
Recebeu em junho de 1874 autorização para lecionar matemática "a pedidos de alguns moços" em uma das salas do edifício da Secretaria da Instrução Pública do Paraná. (Fonte Códice 697, Arquivo Público do Paraná).